# Джак Стайнбъргър

Джак Стайнбъргър (на английски: Jack Steinberger, роден като Ханс Якоб Щайнбергер) е роден в Германия американски физик от еврейски произход, носител на Нобелова награда за физика за 1988 г., заедно с Мелвин Шварц и Лион Ледърман, за откриването на мюоното неутрино.

## Биография
Роден е на 25 май 1921 г. в Бад Кисинген, Бавария, Германска империя. През 1934 г. тринадесетгодишен напуска Германия заедно с брат си Херберт поради засилващия се антисемитизъм. Живее първо в САЩ, а през 1968 г. в Швейцария, за да работи за CERN до пенсионирането си през 1986 г. След това приема професорска позиция в Пиза, но и през следващите години остава свързан с CERN.

## Признание
През 1968 г. е избран за член-кореспондент на Хайделбергската академия на науките. През 1969 г. е избран за член на Американската академия на изкуствата и науките и за член на Националната академия на науките на САЩ. През 1991 г. става пълноправен член на Academia Europaea. Получава почетни докторски степени от университетите в Дортмунд, Глазгоу, Барселона, Илинойския технологичен институт и Колумбийския университет. Получава Националния медал за наука (1988) и медала Матеучи (1989).